# Андріївка (Покровська селищна громада)
Андрі́ївка — село в Україні, у Покровській селищній громаді Синельниківського району Дніпропетровської області. Населення становить 753 особи. До 2016 року орган місцевого самоврядування — Андріївська сільська рада.

## Географія

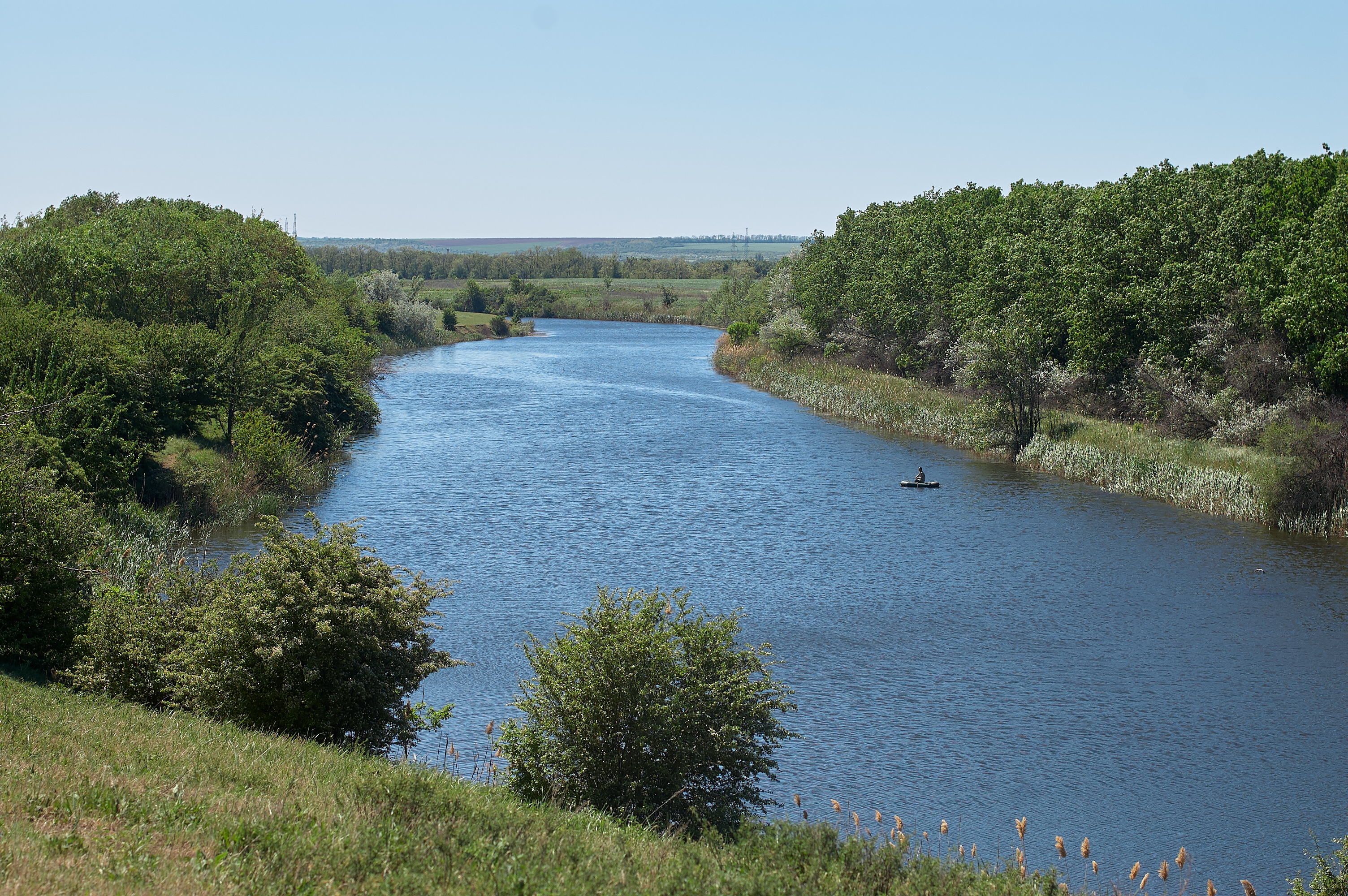
Річка Гайчур біля села

Село Андріївка розташоване за 139 км від обласного центру та 92 км від районного центру,  на правому березі річки Гайчул, вище за течією на відстані 0,5 км розташоване село Остапівське, нижче за течією на відстані 3 км розташоване село Писанці, на протилежному березі — села Братське та Герасимівка. Поруч пролягає автошлях територіального значення Т 0401.

## Історія
Перша згадка датована у 1898 році з хутора, який заснували переселенці з села Андріївка — таврійського села. Ось чому жителі сусідніх поселень мешканців цього хутора називали тавричанами (К. К. Цілуйко).
Під час столипінської реформи на хутір Андріївський переселилось чимало селян, особливо у 1910 році.
У 1924 році хутір набув статусу села. Після громадянської війни поряд з Андріївкою виникло два виселки: Садовий та Зелений Луг, нещодавно приєднані до цього села.
9 вересня 2016 року, в ході децентралізації, село увійшло до складу Покровської селищної громади Покровського району.
12 червня 2020 року, відповідно до розпорядження Кабінету Міністрів України № 709-р від «Про визначення адміністративних центрів та затвердження територій територіальних громад Дніпропетровської області», увійшло до складу Покровської селищної громади .
19 липня 2020 року, в результаті адміністративно-територіальної реформи і ліквідації Покровського району, село увійшло до складу новоутвореного Синельниківського району.

## Релігія
У селі розташований храм Святого апостола Андрія Первозванного.

## Населення
За переписом УРСР 1989 року чисельність наявного населення села становила 764 особи, з яких 365 чоловіків та 399 жінок.
За переписом населення України 2001 року в селі мешкало 739 осіб.

### Мова
Розподіл населення за рідною мовою за даними перепису 2001 року:
| Мова            | Кількість | Відсоток |
| --------------- | --------- | -------- |
| українська      | 729       | 96.81%   |
| російська       | 23        | 3.06%    |
| інші/не вказали | 1         | 0.13%    |
| Усього          | 753       | 100%     |

## Економіка
- ТОВ Агрофірма «Земля».
- Селянське (фермерське) господарство ім. Кісенко М.С.
- Приватна торгівельно-виробнича фірма «Довіра»[6].

## Об'єкти соціальної сфери
- Дитячий дошкільний навчальний заклад.
- Будинок культури.
- Амбулаторія.